# Konzert- und Gastspieldirektion

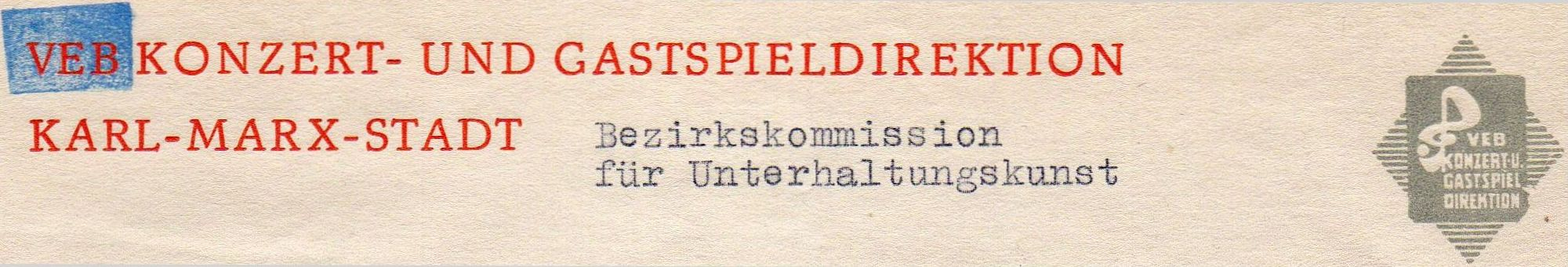
Briefkopf Bezirk Karl-Marx-Stadt

Konzert- und Gastspieldirektion (KGD) war per definitionem eine Einrichtung zur Entwicklung und Förderung der Unterhaltungskunst und des Konzertwesens in der DDR auf Bezirksebene.
Die KGD wurde 1960 als VEB mit Einrichtungen in jedem Bezirk gegründet und waren ab 1973 Haushaltseinrichtungen der Räte der Bezirke. Zuvor existierte die republikweite Deutsche Konzert- und Gastspieldirektion als Nachfolger der bis zum Dezember 1952 bestehenden Deutschen Veranstaltungs-GmbH (Deutscher Veranstaltungsdienst).
Sie war die Künstleragentur der DDR, die für die Vermittlung der Künstler im Inland zuständig war. Sie hatte Monopolcharakter und besaß in jedem Bezirk eine Vertretung. Neben professioneller Betreuung der Künstler vor Ort, bei Veranstaltungen, wurden von der KGD als Produzent auch eigene Programme entwickelt. Bis 1960 vermittelte sie auch DDR-Künstler ins Ausland, danach wurde diese Aufgabe von der Künstler-Agentur der DDR übernommen.